# Uva (Vimioso)
Uva is een plaats (freguesia) in de Portugese gemeente Vimioso en telt 172 inwoners (2001).